# Víctor Liz
Víctor Antonio Liz López (Santiago de los Caballeros, 12 maggio 1986) è un cestista dominicano.

## Carriera
Con la Rep. Dominicana ha disputato due edizioni dei Campionati mondiali (2014, 2019) e due dei Campionati americani (2015, 2017).